# 1643 Brown
1643 Brown este un asteroid din centura principală, descoperit pe 4 septembrie 1951, de Karl Reinmuth.